# Вашвар
Вашвар (угор. Vasvár) — місто на заході Угорщини в медьє Ваш. Населення — 4677 осіб (2001).

## Міста-побратими
- Цеглед
- Хацег

## Відомі особистості
- Каталін Макраї (нар. 1945) — угорська спортивна гімнастка.